# Ferro del mestiere
Ferro del mestiere è il terzo album in studio del rapper italiano Jake La Furia, pubblicato il 17 giugno 2022 dalla Epic.

## Tracce
1. 20 primavere – 1:17
2. I soldi e la droga (feat. Lazza) – 3:21
3. Yeah (feat. Emis Killa) – 2:10
4. Indiani e cowboy – 3:14
5. Jumpman – 3:15
6. Caramelle da uno sconosciuto – 2:23
7. L'amore e la violenza (feat. Paky, 8blevrai) – 4:06
8. La cosa giusta (feat. Inoki) – 2:46
9. Senza niente da dire (feat. Ana Mena) – 3:10
10. Trips! (feat. Noyz Narcos, Yung Snapp) – 2:29
11. Un altro weekend – 3:21

## Formazione
Musicisti
- Jake La Furia – voce
- Lazza – voce aggiuntiva (traccia 2)
- Emis Killa – voce aggiuntiva (traccia 3)
- Paky, 8blevrai – voci aggiuntive (traccia 7)
- Inoki – voce aggiuntiva (traccia 8)
- Ana Mena – voce aggiuntiva (traccia 9)
- Noyz Narcos, Yung Snapp – voci aggiuntive (traccia 10)

Produzione
- Young Satana – produzione (traccia 1)
- Big Fish – produzione (tracce 2, 9 e 11)
- 2nd Roof – produzione (tracce 3 e 7)
- Don Joe – produzione (traccia 4)
- Drillionaire – produzione (traccia 5)
- DJ Shocca – produzione (traccia 6)
- Mace – produzione (traccia 8)
- Itaca – produzione (traccia 9)
- The Night Skinny (traccia 10)

## Classifiche
| Classifica (2022) | Posizione massima |
| ----------------- | ----------------- |
| Italia            | 5                 |